# Maumere
Maumere est une ville d'Indonésie située dans l'île de Florès, dans la province des petites îles de la Sonde orientales. Elle est le chef-lieu du kabupaten de Sikka.
La ville est le siège du diocèse de Maumere créé en 2005 en le séparant de l'archevêché d'Ende. La cathédrale en est l'église Saint-Joseph de Maumere. Le diocèse est subdivisé en 30 paroisses.
Le diocèse a une superficie de 1 731 km² et coïncide avec le kabupaten. En 2021, 291 599 des 334 484 habitants étaient catholiques.

## Géographie
Maumere est située dans la baie du même nom sur la côte nord de Florès.

## Transport
Un aéroport Frans Xavier Seda (en) permet l'arrivée en avion.
Maumere est reliée par bateau à Surabaya dans l'est de Java.